# المبعر (ملحان)

تعديل مصدري - تعديل

المبعر هي إحدى قرى عزلة بني مكار بمديرية ملحان التابعة لمحافظة المحويت، بلغ تعداد سكانها 610 نسمة حسب تعداد اليمن لعام 2004.